# ميليكي (إماثيا)
ميليكي (Μελίκη) هي مدينة في إيماثيا في مقاطعة فوريا إلادا في اليونان.